# Box Office Mojo
Box Office Mojo es un sitio web dedicado al seguimiento y conteo de los ingresos en taquilla que consiguen las películas. Esto lo realiza de forma sistemática gracias a una serie de algoritmos. La web cubre los ingresos de taquilla semanales en más de cincuenta países.
Fue fundado por Brandon Gray en 1999. En 2002, Gray se asoció con Sean Saulsbury y el número de usuarios únicos creció a dos millones mensuales. La página es ampliamente utilizada como una fuente de datos de la industria del cine. En 2008, Box Office Mojo fue comprado por Internet Movie Database, que a su vez es propiedad del gigante del comercio electrónico Amazon.com. El 10 de octubre de 2014, el URL de la web fue redirigido a la página de inicio de IMDb, situación que fue revertida al día siguiente; no se explicaron las razones de estos sucesos.
El 23 de octubre de 2019, Box Office Mojo dio a conocer un rediseño total que se asemeja al de IMDb, y fue denominado otra vez como "Box Office Mojo por IMDbPro". El rediseño fue muy criticado por ser difícil de navegar y varias características previamente proporcionadas de forma gratuita, como datos de taquilla para franquicias, géneros, actores, cineastas, distribuidores, presupuestos y cifras ajustadas a la inflación, se trasladaron a la web de pago IMDbPro, el servicio de suscripción de IMDb.